# Emil Buschle
Emil Buschle (* 16. April 1885 in Stuttgart; † 12. Oktober 1972) war ein deutscher Möbelfabrikant. Er war Mitinhaber der Firma Eugen Buschle Möbelfabrik in Stuttgart.

## Werdegang
Buschle kam als Sohn des Möbelfabrikanten Eugen Buschle und der Elise Buschle, geb. Heidinger, zur Welt. Er besuchte das Realgymnasium in Stuttgart bis zur Einjährigen-Reife und durchlief im Anschluss eine technische und kaufmännische Ausbildung. Studienreisen führten ihn nach Frankreich, Belgien, England, Italien und in die Schweiz. Ab August 1917 diente er als Reserve-Offizier im Infanterie-Regiment Nr. 125 und wurde vor Verdun schwer verwundet.
Nach der Übernahme des väterlichen Unternehmens war Buschle in mehreren berufsständischen Organisationen aktiv. Er war 2. Vorsitzender des Verbands Württembergischer Holzindustrieller, Mitglied der Handwerkskammer Stuttgart und langjähriges Mitglied der Ortskrankenkasse Stuttgart.

## Ehrungen
- 1952: Verdienstkreuz am Bande der Bundesrepublik Deutschland
- 1957: Ehrenmitglied der Staatlichen Akademie der Bildenden Künste Stuttgart